# Neolimonia sanctaemartae
Neolimonia sanctaemartae är en tvåvingeart som först beskrevs av Alexander 1930.  Neolimonia sanctaemartae ingår i släktet Neolimonia och familjen småharkrankar. Inga underarter finns listade i Catalogue of Life.